# Cantón de Villebois-Lavalette
El cantón de Villebois-Lavalette era una división administrativa francesa, que estaba situada en el departamento de Charente y la región de Poitou-Charentes.

## Composición
El cantón estaba formado por diecisiete comunas:
- Blanzaguet-Saint-Cybard
- Charmant
- Chavenat
- Combiers
- Dignac
- Édon
- Fouquebrune
- Gardes-le-Pontaroux
- Gurat
- Juillaguet
- Magnac-Lavalette-Villars
- Ronsenac
- Rougnac
- Sers
- Torsac
- Vaux-Lavalette
- Villebois-Lavalette

## Supresión del cantón de Villebois-Lavalette
En aplicación del Decreto n.º 2014-195 de 20 de febrero de 2014, el cantón de Villebois-Lavalette fue suprimido el 22 de marzo de 2015 y sus 17 comunas pasaron a formar parte; catorce del nuevo cantón de Tude y Lavalette y tres del nuevo cantón de Boëme-Échelle.